# Magyar Adorján
Magyar Adorján (Budapest, 1887. október 4. – Zelenika, Montegenró, 1978. szeptember 28.) magyar néprajzkutató, aki a magyarság eredetével, vallásával, nyelvével kapcsolatos, olykor meglehetősen merész nézeteivel lett ismert a két világháború közötti időben.

## Élete
Magyar Antal huszártiszt fiaként született. Fiatal korában Rómában folytatott művészeti tanulmányokat, majd Erdélyben néprajzi kutatásokat. Arra az álláspontra jutott, hogy az olaszoknak, franciáknak, németeknek nem volt igazi nemzeti stílusuk, hanem nemzetközi stílusok határozták meg művészetüket (gótika, reneszánsz, barokk stb.). Velük szemben a magyar nép valóban saját nemzeti stílussal rendelkezett (Magyar építőízlés). A két világháború között további elméleteket dolgozott, és ezekben végül odáig ment, hogy az emberiség megjelenését is a Kárpát-medence területére tette. Foglalkozott a magyar ősnyelv és ősvallás kérdéskörével is. Támogatta Szépvízi Balás Bélát a magyar ősvallás feltámasztására irányuló kísérleteiben. Kapcsolatba került az 1930-as években működő dr. Bencsi Zoltán-féle Turáni Egyistenhívők Mozgalmával is.
A második világháború utáni megváltozott politikai–kulturális légkörben nem tudta folytatni kutatásainak–elméleteinek publikálását, azok közül csak néhány látott napvilágot külföldi (dél-amerikai, svájci, amerikai) folyóiratokban, könyvekben. 1978-ban, 91 éves korában hunyt el. Munkáit jóval halála után, az 1990-es években kezdték ismét kiadni.

## Művei
- Kérdések. Ázsiából jöttünk-e vagy Európai ősnép vagyunk?, Pestvidéki Nyomda, Vác, 1930
- Ős magyar rovásírás, Az „A Fáklya” Kiadása, Warren, Ohio, USA, 1961, majd 2. kiad. 1970
  - újabb kiadás: Nemzeti Örökség Kiadó, H. n., 2016, ISBN 978-615-5496-40-0
- A lelkiismeret aranytükre. Adatok a magyar ősvallás erkölcstanából, Ablaka Nyomda, Szeged, 1937
  - újabb kiadás: Duna Könyvkiadó Vállalat, Fahrwangen, Svájc, 1975
- A Nibelung-ének, Az „A Fáklya” Kiadása, Warren, Ohio, USA, 1963
- Elméletem ősműveltségünkről, Duna Könyvkiadó Vállalat, Fahrwangen, Svájc, 1978
- Magyar építőízlés, Kráter Kiadó, Budapest, 1990, ISBN 963-7847-17-0
  - újabb kiadás: Ráday Galéria és Club Kft., Budapest, 2007, ISBN 978-963-06-2039-0
- A csodaszarvas, Magyar Adorján Baráti Kör, Budapest, 1992, ISBN 963-04-1333-7
- A magyar nyelv, Magyar Adorján Baráti Kör, Budapest, 1992
- Huszáréletem, Magyar Adorján Baráti Kör, Budapest, 1993
- Ősműveltségünk költői szépségei: a magyar művészek és költők számára, Magyar Adorján Baráti Kör, Budapest, 1994
- Az ősműveltség, Magyar Adorján Baráti Kör, Budapest, 1995, ISBN 963-0455-09-9